# Mons Gruithuisen Gamma

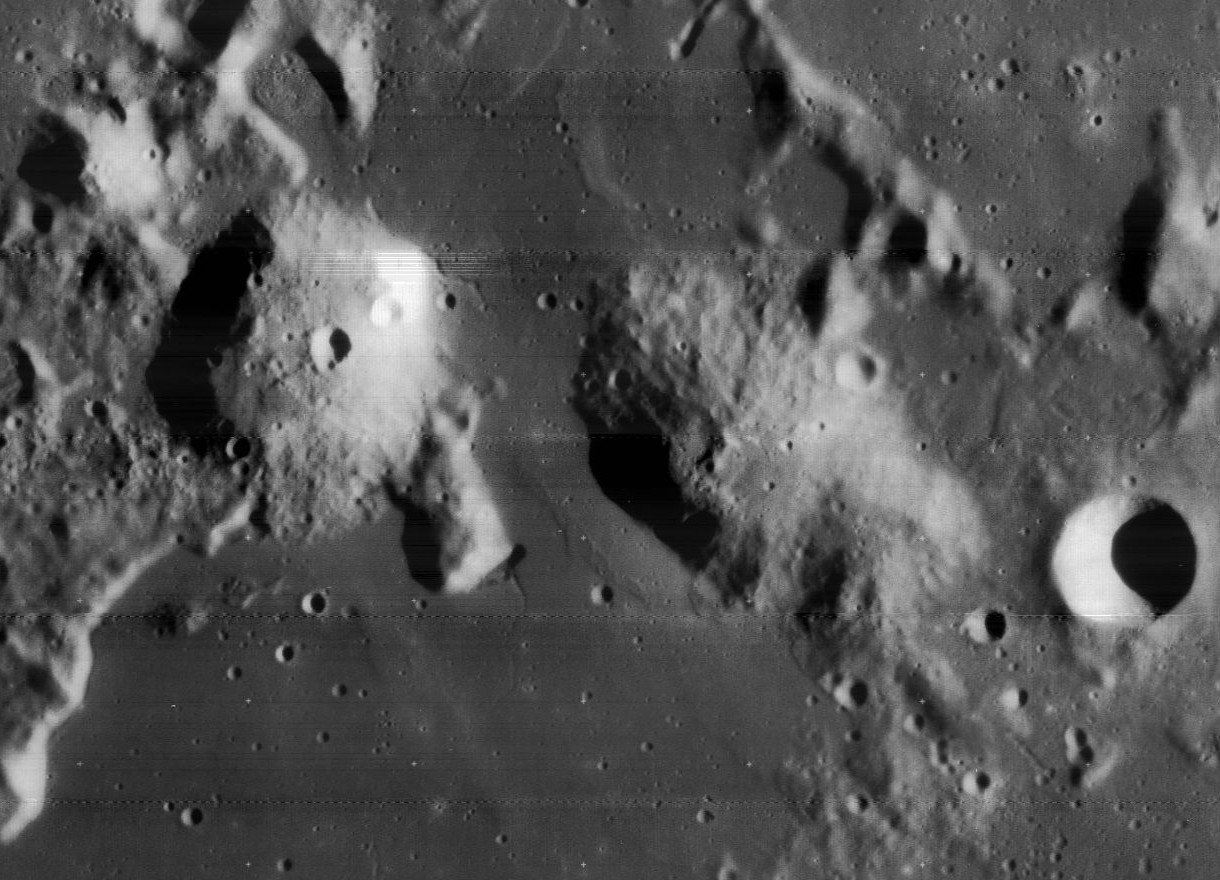
Domos Gruithuisen Delta, Gamma y NW.
Foto: Lunar Orbiter 4.

Mons Gruithuisen Gamma (γ) es un domo lunar que se encuentra al norte del cráter Gruithuisen, del cual toma el nombre, y situado en el borde occidental de Mare Imbrium. El nombre fue puesto en referencia al astrónomo alemán Franz von Paula Gruithuisen.
Este macizo tiene forma de domo redondeado, ocupando un diámetro de 20 km y subiendo suavemente a una altitud de unos 1000 m. En su cima, de relieve más bien plano, hay un pequeño cráter de unos 2 km de diámetro. Esta formación aparece achatada cuando se ve desde la Tierra, y ha sido descrita por Antonín Rükl como similar a una "bañera boca abajo".
Al lado de Mons Gruithuisen Gamma se encuentran dos domos más, al este Mons Gruithuisen Delta, y al noroeste el denominado NW (Northwest).

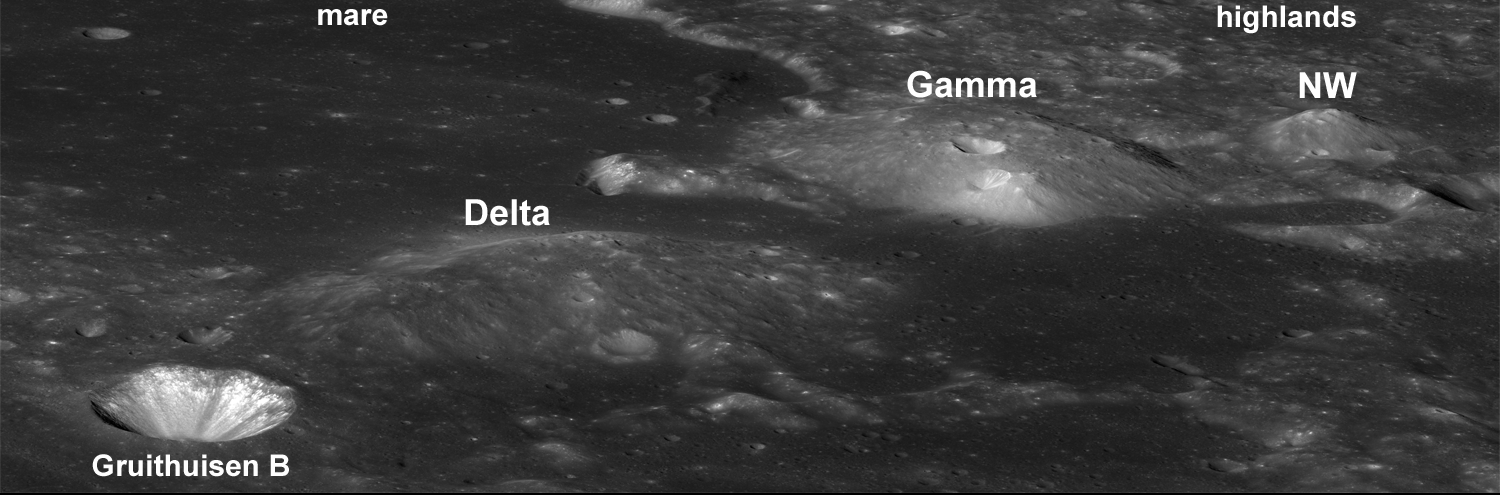
Domos Gruithuisen Delta, Gamma y NW (Northwest). Foto: LRO.